# 金利奇 (亞利桑那州)
金利奇（英語：Kinlichee）是位於美國亞利桑那州阿帕契縣的一個非建制地區。該地的面積和人口皆未知。

## 地理
金利奇的座標為35°45′22″N 109°25′32″W / 35.75611°N 109.42556°W，而該地的平均海拔高度為2030米（即6660英尺）。